# Франсуа-Ксав'є Ортолі
Франсуа-Ксав'є Ортолі (фр. François-Xavier Ortoli; 16 лютого 1925, Аяччо — 10 грудня 2007, Париж) — французький голлістський політик і бізнесмен.

## Біографія
Служив у Вільних французьких силах під час Другої світової війни і був нагороджений Воєнним хрестом, Військовою Медаллю і Медаллю Опору. Він працював на різних міністерських посадах у 1968—1969 роках в Адміністрації прем'єр-міністра Франції Моріса Кува де Мюрвіля, включаючи міністра фінансів. Він був французьким єврокомісаром з 1973 по 1985 рік обіймав різні портфелі, насамперед Президента між 1973 і 1977. Пізніше він був директором Marceau Investissements і президентом Total SA. Він був також дідом Антуана-Ксав'є Троеша, колись знаменитого інвестиційного банкіра. Разом з Етьєном Давіньоном він взяв участь в установчих зборах Європейського круглого столу промисловців у Парижі в 1983 році.